# Zhaoxiang
Król Zhaoxiang z państwa Qin (chiń. 秦昭襄王 lub 秦昭王, 324-250 p.n.e.) – syn króla Huiwena z państwa Qin, młodszy brat króla Wu. 
Po śmierci brata w 306 r. p.n.e. Zhaoxiang popadł w konflikt o władzę z młodszymi braćmi, których pokonał dzięki poparciu króla Wulinga z sąsiedniego państwa Zhao. Kilkadziesiąt lat później, w 260 r. p.n.e., pokonał armię Zhao w bitwie pod Changpingiem. Po bitwie miano zabić 400 tys. żołnierzy przeciwnika, którzy wcześniej poddali się, właściwie pozbawiając tym samym państwo Zhao mężczyzn zdolnych do służby wojskowej.
Zhaoxiang przyczynił się do umocnienia państwa Qin, w czym pomogli mu strateg Zhang Yi oraz generał Bai Qi, o którym kroniki wspominają, że zdobył 70 miast i zgładził milion żołnierzy z przeciwnych armii. W 256 r. p.n.e. Zhaoxiang zajął domenę króla Wschodniej Dynastii Zhou Nanwanga i zdetronizował go, właściwie kończąc dzieje dynastii.
Po śmierci w 250 r. p.n.e. późniejsi kronikarze zaczęli skracać jego imię do Zhao (秦昭王). Tron Qinu po Zhaoxiangu objął na krótko jego syn, Xiaowen.